# Federico Wilde
Federico Wilde (* 1909 in Santa Fe) war ein argentinischer Fußballspieler.

## Karriere

### Verein
Für den Stürmer Federico Wilde ist eine Vereinslaufbahn von Anfang 1929 bis Ende 1934 bei Unión de Santa Fe belegt. 1939 hat er für den Club Sportivo Buenos Aires gespielt.

### Nationalmannschaft
Dass er mit der Nationalmannschaft seines Heimatlandes an der Fußball-Weltmeisterschaft 1934 in Italien teilnahm, lag darin begründet, dass die 1931 als Abspaltung von der Asociación del Fútbol Argentino gegründete Profiliga Liga Argentina de Football, der sich die stärksten Vereine des Landes wie die Boca Juniors oder River Plate anschlossen, nicht der FIFA angehörte und sich daher auch weigerte, ihre Spieler für die Nationalmannschaft abzustellen. So schickte der Verband beim zweiten Weltturnier nur eine vom Italiener Felipe Pascucci betreute Amateurauswahl ins Rennen, für die auch Wilde nominiert wurde. Bei dem komplett im K.-o.-Modus ausgetragenen Turnier traf Argentinien mit ihm in der Startformation im Achtelfinale auf Schweden und verlor nur knapp mit 2:3, was aber trotzdem das Ausscheiden nach nur einem Spiel bedeutete. Federico Wilde wurde anschließend nicht mehr für die Nationalelf nominiert.